# سیارک ۵۹۹۶
سیارک ۵۹۹۶ (به انگلیسی: 5996 Julioangel، نامگذاری:1983NR) پنج هزار و نهصد و نود و ششمین سیارک کشف شده‌است که در ۱۱ ژوئیه ۱۹۸۳ کشف شد.
قدر مطلق سیارک برابر ۱۲٫۶۰ است.